# Acmaeodera adenostomae
Acmaeodera adenostomae är en skalbaggsart som beskrevs av Mont A. Cazier 1938. Acmaeodera adenostomae ingår i släktet Acmaeodera och familjen praktbaggar. Inga underarter finns listade i Catalogue of Life.